# Lucie Koudelová
Lucie Koudelová (* 6. Juli 1994 in Uherské Hradiště) ist eine tschechische Leichtathletin, die sich auf den 100-Meter-Hürdenlauf spezialisiert hat.

## Sportliche Karriere
Erste internationale Erfahrungen sammelte Lucie Koudelová bei den Jugendweltmeisterschaften 2011 nahe Lille, bei denen sie über 100 Meter Hürden mit 14,07 s im Halbfinale ausschied. Beim Europäischen Olympischen Jugendfestival in Trabzon schied sie hingegen mit 13,96 s in der Vorrunde aus. Bei den Junioreneuropameisterschaften 2013 im italienischen Rieti schied sie mit 13,95 s in der ersten Runde aus und 2014 qualifizierte sie sich für die Europameisterschaften in Zürich, bei denen sie ihren Vorlauf nicht beenden konnte. 2015 nahm sie an den Halleneuropameisterschaften in Prag teil und konnte sich auch dort nicht für das Finale qualifizieren. Bei den U23-Europameisterschaften im estnischen Tallinn gelangte sie im Hürdensprint in das Halbfinale und belegte mit der tschechischen 4-mal-100-Meter-Staffel in 44,91 s den sechsten Platz. 2016 qualifizierte sie sich erneut für die Europameisterschaften in Amsterdam, bei denen sie mit 13,41 s in der ersten Runde ausschied.
2019 gelangte sie bei der Sommer-Universiade in Neapel bis in das Halbfinale, in dem sie mit 13,64 s ausschied. Zudem belegte sie mit der tschechischen Stafette in 45,83 s den siebten Platz.
2017 wurde Koudelová tschechische Hallenmeisterin im 60-Meter-Hürdenlauf. Im Freien wurde sie 2017 Meisterin in der 4-mal-100-Meter-Staffel sowie 2019 über 100-Meter-Hürden.

## Persönliche Bestleistungen
- 100 Meter Hürden: 13,12 s (+1,9 m/s), 18. Juni 2016 in Tábor
  - 60 Meter Hürden (Halle): 8,19 s, 25. Februar 2017 in Prag